# خرید فاکس قرن بیست و یکم توسط والت دیزنی
خرید فاکس قرن بیست و یکم توسط شرکت والت دیزنی در ۲۰ مارس ۲۰۱۹ صورت گرفت. در میان سایر دارایی‌های کلیدی، این توافق شامل خرید فاکس قرن بیستم، گروه فاکس تلویزیون (همراه با کانال‌های کابلی مانند اف‌ایکس)، شبکه فاکس اینترنشنال، ۷۳٪ سهام شرکای نشنال جئوگرافیک، تلویزیون هند (استار ایندیا) و ۳۰٪ سهام در هولو نیز می‌شود. بلافاصله قبل از خرید، فاکس قرن بیست و یکم، ایستگاه‌های تلویزیونی فاکس، کانال فاکس نیوز، شبکه رسانه‌ای فاکس، FS1، FS2، فاکس دپورتز و شبکه BTN را به شرکت فاکس کورپوریشن منتقل کرد. کامکست (شرکت مادر ان‌بی‌سی یونیورسال) در ۱۳ ژوئن ۲۰۱۸، پیشنهاد ۶۵ میلیارد دلاری خود را برای خرید دارایی‌های فاکس که دیزنی برای خرید تعیین شده بود، اعلام کرد. این باعث شد که جنگ حراج میان دو شرکت بین‌المللی برگزار شود. یک هفته بعد، دیزنی پیشنهاد متقابل ۷۱٫۳ میلیارد دلاری داد. کامکست رسماً از پیشنهاد خود در ۱۹ ژوئیه منصرف شد تا به خرید سهام شرکت اسکای تمرکز کند.

## واکنش‌های سیاسی
دونالد ترامپ ادغام هر دو شرکت را مورد ستایش قرار داد، و معقتد بود که این امر برای مشاغل در آمریکا بهتر است.